# Giám định mớn nước
Giám định mớn nước là phép tính trọng lượng hàng hóa do con người xếp lên hoặc dỡ xuống khỏi tàu, dựa trên các phép đo sự thay đổi lượng giãn nước của tàu. Kỹ thuật này hoạt động dựa trên nguyên lý Archimedes. Ủy ban Kinh tế châu Âu đã tiêu chuẩn hóa quy trình giám định mớn nước để đảm bảo tính chính xác trong việc đo lường khối lượng than vận chuyển bằng đường biển.

## Phương thức đo
Người ta thực hiện giám định mớn nước bằng cách đọc mớn nước của tàu tại các vạch dấu mớn nước ở sáu điểm tiêu chuẩn trên thân tàu: phía trước, giữa tàu và phía sau ở cả mạn trái và mạn phải. Trước khi tính toán sự thay đổi trọng lượng hàng hóa, người ta điều chỉnh các yếu tố như độ nghiêng của tàu, mật độ nước và thay đổi trọng lượng không phải hàng hóa.